# Botxí gegant

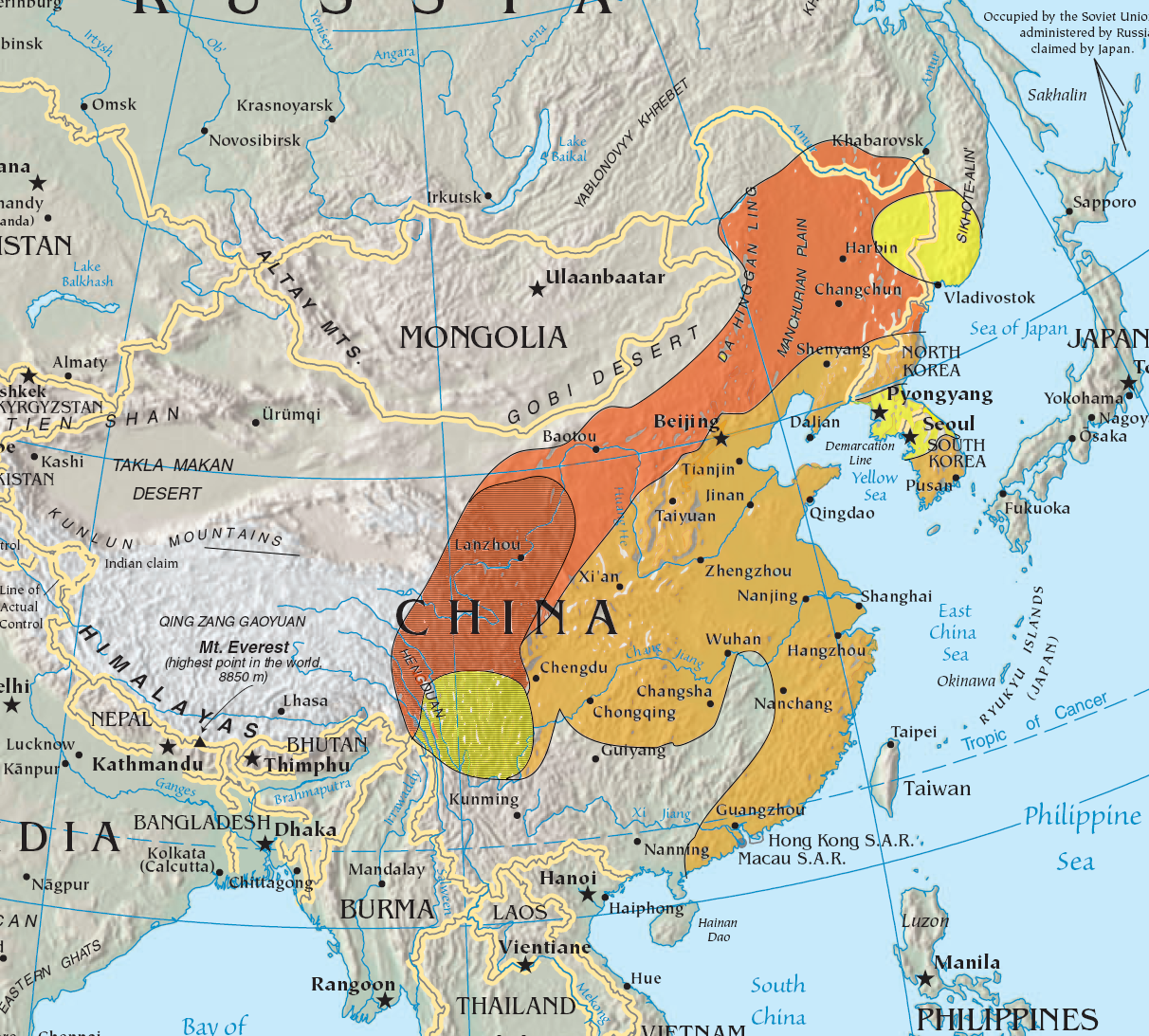
Localització de l'espècie.

El botxí gegant (Lanius giganteus) és un ocell de la família dels lànids (Laniidae).

## Hàbitat i distribució
Habita garrigues i boscos clars de l'alta muntanya de la Xina central.

## Taxonomia
Considerat sovint una subespècie del botxí de la Xina (Lanius sphenocercus), ara es considera una espècie de ple dret.